# Bayliss Levrett
Bayliss David Levrett (14 de fevereiro de 1914 – 13 de março de 2002) foi um automobilista norte-americano que esteve em quatro (duas) 500 Milhas de Indianápolis, (três (uma) quando a prova fazia parte do calendário da Fórmula 1 de 1950 até 1960): 1949, 1950, 1951 (não se qualificou) e 1952 (não se qualificou).